# Вьянне
Вьянне́ Бюро (фр. Vianney Bureau), известный просто как Вьянне (род. 13 февраля 1991 года) — французский певец, автор-исполнитель.

## Биография
Родился будущий музыкант в городе По на юге Франции, рос в Париже.
Происходит из музыкальной семьи. Отец его, по профессии военный лётчик, любит играть на гитаре и петь.
Увлекался музыкой мальчик с детства: играл на гитаре, в 12 лет уже писал собственные песни.
В Париже семья жила в престижном XVI округе, Вьянне учился в частном лицее, но, как пишет в биографии артиста Международное французское радио, «cлишком „приличное“ окружение немного тяготило его», и в итоге тот попросил родителей определить его в военный лицей Сен-Сир.
По окончании лицея в 2009 году Вьянне поступил в престижную Парижскую бизнес-школу (англ. Paris School of Business, ранее Высшая школа управления, фр. École Supérieure de Gestion). Обучение заканчивал в Лондоне.
Но и тут Вьянне не пошёл по, казалось бы, прямому и доходному пути, а увлёкся модой и дизайном и поступил в Высшую школу искусств и технологий моды (фр. L'École supérieure des arts et techniques de la mode), ESMOD).
(По другим источникам, по возвращении во Францию из Лондона Вьянне встретил Изабель Воде, которая подстегнёт его начать музыкальную карьеру и станет его менеджером. До этого он, хоть с 12 лет и писал песни, не помышлял о том, что музыка может стать его профессией.)
Объезжая Францию с концертами, Вьянне познакомился с музыкальным продюсером Антуаном Эссертье. (По другим данным, их познакомила Изабель Воде.) Именно с Эссертьё летом 2013 года он и записал свой первый альбом.

Подготовку дипломной работы в школе моды пришлось совмещать с записью дебютного альбома — «шить по ночам и петь днем». Так, между кройкой и шитьем были записаны 12 треков.
 — «Новые певцы Франции: „шансон от-кутюр“ от Вианне» — RFI

В апреле 2014 года Вьянне выпустил сингл «Je te déteste» («Я тебя ненавижу»).
В середине 2014 года у Вьянне вышел сингл «Pas là» («Нет тебя»), который, будучи хорошо встреченным публикой, подготовил почву для выхода и альбома целиком.
Дебютный альбом, озаглавленный Idées blanches, появился на свет 20 октября.
По итогам года молодого певца номинировали на целый ряд престижных музыкальных премий, среди которых Victoires de la musique («Музыкальные победы», французский аналог премии «Грэмми») в номинации «Альбом — открытие года».
А ещё через год, 12 февраля 2016 года, на «Музыкальных победах» Вьянне признали «Певцом года».
В том же году у него вышел второй альбом. Озаглавленный просто Vianney, альбом
дебютировал на 3-м месте во Франции, в январе 2017-го добравшись до 1-го места.

## Дискография
См. раздел «Дискография» во французской Википедии.

### Песни, написанные для других артистов
- Дебютный альбом Эрзы Муколи (2019) — автор всех песен и продюсер